# Volvo Penta
Volvo Penta è un'azienda del gruppo svedese Volvo che si occupa della costruzione di motori e di sistemi di propulsione marini.

## Storia

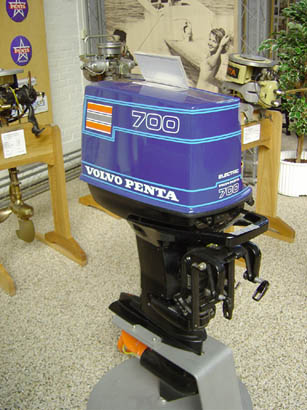
Un vecchio modello di fuoribordo Volvo Penta

Nel 1868 l'ingegnere John G Grönvall fondò una ditta meccanica a Skövde, in Svezia. La ditta diventò Sköfde Gjuteri och Mekaniska Verkstad o semplicemente Gjuteriet nel 1875.
Nel 1907 questa iniziò una fruttuosa cooperazione con l'azienda di Stoccolma Fritz Egnell: venne prodotto un motore monocilindrico da 3 cv. Il motore fu inizialmente nominato B1, alla presentazione dei primi disegni c'era un gruppo di 5 persone: perciò si scelse il nome Penta.
Nel 1916, Egnell rileva la compagnia e la chiama AB Pentaverken. L'azienda ben presto diventa un'affermata casa produttrice di motori, molti per applicazioni marine.
Nel 1925, la Penta fu contattata da Assar Gabrielsson, fondatore della Volvo, che aveva bisogno di un motore per la prima automobile prodotta dal gruppo svedese: Penta progettò il Typ DA, un 4 cilindri a valvole laterali da 28 cv, montato sulla Volvo ÖV 4.
La Volvo acquistò la Penta nel 1935 e l'azienda fu rinominata Volvo Pentaverken.
Dopo la seconda guerra mondiale venne lanciato il primo motore diesel a 6 cilindri in linea.
Gli anni cinquanta e sessanta furono di grande sviluppo: nel 1965 il nome diventò AB Volvo Penta.
Negli anni settanta, le esportazioni raggiunsero quote superiori all'80%; nel 1982 Volvo Penta diventò un'affiliata indipendente del Gruppo Volvo.

## Produzione

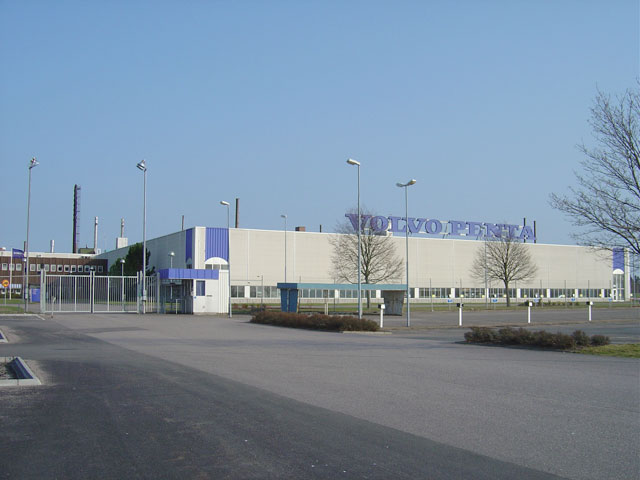
Lo stabilimento Volvo Penta

Volvo Penta opera a livello mondiale, ha un marchio di importanza internazionale e gode della più vasta rete di assistenza con oltre 4.000 dealers in tutto il mondo.
L'azienda svedese fornisce motori e sistemi completi di propulsione per imbarcazioni da diporto, da lavoro, gruppi elettronici e motori per applicazioni industriali.
La gamma Volvo Penta include motori diesel e benzina entrobordo ed entrofuoribordo da 10 a 800 cavalli di potenza.
Volvo Penta è conosciuta anche per le sue innovazioni pionieristiche, quali il piede poppiero e le eliche doppie controrotanti (Duoprop). Entrambe queste innovazioni sono considerate tra le più importanti nel mondo dell'industria nautica. Di recente Volvo Penta ha lanciato il nuovo sistema di propulsione a trazione anteriore ed il joystick.